# Пламмер, Хейзел
Хейзел Кэтлин Пламмер (англ. Hazel Kathleen Plummer; 19 июня 1908, Сомервилл, Массачусетс — 25 мая 2023) — американская долгожительница, возраст которой подтверждён Геронтологической исследовательской группой (GRG) и Группой LongeviQuest (LQ). На момент смерти была 6-м старейшим живым человеком в мире, 2-м в США, после Эди Чеккарелли и старейшая долгожительница Штата Массачусетс. Также она была 73-м старейшим человеком в мировой истории. Её возраст составлял 114 лет и 340 дней.

## Биография
Хейзел Пламмер родилась 19 июня 1908 года в штате Массачусетс, США. У неё была старшая сестра Грейс и два старших брата Элмер и Джордж, однако Джордж умер в возрасте одного года.
После восьмого класса Хейзел Пламмер пошла в ремесленное училище, чтобы стать швеей. Она пошла работать к высококлассному дизайнеру на Ньюбери-стрит в Бостоне, штат Массачусетс.
Хейзел Пламмер вышла замуж в 1935 году и имела двоих детей, Роджера и Дэвида. Её муж работал в сталелитейной компании, а затем в детском отделе универмага.
В 1957 году семья переехала в Литлтон, штат Массачусетс. Её отец умер в возрасте 74 лет, а мать умерла в возрасте 94 лет.
В январе 2000 года её муж умер примерно в 90 лет, после чего Пламмер провела 17 лет, живя в собственной квартире на втором этаже. прежде чем переехать в дом престарелых в Литлтоне, штат Массачусетс, когда ей было 109 лет.
В возрасте 107 лет стала старейшим живым человеком в своем городе.
19 июня 2018 года Хейзел Пламмер исполнилось 110 лет, на тот момент у неё было шесть внуков и четыре правнука.
30 декабря 2020 года в возрасте 112 лет Хейзел Пламмер получила свою первую дозу вакцины против Covid-19.
Её возраст был подтверждён GRG 26 июня 2022 года. На момент смерти являлась шестым старейшим живым человеком в мировой истории после Марии Браньяс Морера, Фусы Тацуми, Эди Чеккарелли, Томико Итооки и Ина Канабарро Лукас.
Хейзел Пламмер умерла 25 мая 2023 в возрасте 114 лет и 340 дней, не дожила всего 25 дней до своего 115-летия.

## Рекорды долгожителя
- 12 января 2023 года Хейзел Пламмер вошла в топ 100 старейших людей в мировой истории.
- На момент смерти она была 73-м старейшим человеком в мировой истории